# Myrsine richmondensis
Myrsine richmondensis är en viveväxtart som beskrevs av Jackes. Myrsine richmondensis ingår i släktet Myrsine och familjen viveväxter. Inga underarter finns listade i Catalogue of Life.